# Viaducto de Pontevedra
El viaducto de Pontevedra es uno de los dos puentes ferroviarios que atraviesan el centro de la villa pontevedresa de Redondela (Galicia, España), junto con el viaducto de Madrid.

## Descripción
Fue inaugurado en el año 1884 por el ingeniero y arquitecto Mariano Carderera Ponzán (1846-1916), ocho años después de la inauguración del viaducto de Madrid. Con 149 metros de largo, está formado por un tablero sobre estructura de hierro en celosía, soportado por dos pilares metálicos y arcos de piedra en los extremos. Consta de diez vanos de sillería (de 7 metros de luz) y otros tres vanos metálicos centrales (con luces laterales de 46 metros y central de 57.5 m). Su altura en el punto central es de 26.5 metros, y su separación entre bastidores de 3.50 m, formando un ancho total de 5 m.
En el año 1978 se abrió un expediente para declararlo Bien de Interés Cultural, pero aún no fue resuelto.
En 2017 se iniciaron unas obras de mantenimiento y refuerzo de toda la estructura sin interrupción del tráfico, adaptando también las vías a las nuevas necesidades ferroviarias.
Estas obras finalizaron en 2019 con el pintado de color verde oscuro, el mismo que se utilizó en el  Viaducto de Madrid.